# Casa Vicenç Ferrer
La Casa Vicenç Ferrer és un edifici situat als carrers del Comerç, de la Ribera i Antic de Sant Joan de Barcelona, catalogat com a bé cultural d'interès local. Durant molts anys fou la seu de la societat Vicenç Ferrer i Cia (després Compañía Anónima Vicente Ferrer), dedicada a la venda al major de productes químics i farmacèutics, i actualment acull un supermercat Aldi.

## Història
El 1886, l'adroguer Vicenç Ferrer i Garriga, originari de Tossa de Mar, va encarregar-ne el projecte a l'arquitecte Antoni Rovira i Rabassa en els solars designats amb les lletres B i C en el Plano de Urbanización del Parque, traçat el 1872 per Josep Fontserè i Mestre.
Casat amb Antònia Bertrand i Salsas (germana de Manuel Bertrand i Salsas), a la seva mort el 1908, el va succeir al capdavant del negoci el seu fill Vicenç Ferrer i Bertrand (1878-1924), que entre 1912 i 1915 va fer construir un nou edifici al xamfrà de la plaça de Catalunya amb la Ronda de Sant Pere, projectat per l'arquitecte Salvador Vinyals i que el 1916 guanyà una menció honorífica al Concurs anual d'edificis artístics convocat per l'Ajuntament de Barcelona. Aquell mateix any, la botiga de Vicenç Ferrer i Cia situada als baixos i decorada per Ramon Puig i Gairalt va guanyar una altra menció honorifica a l'apartat d'establiments. Finalment, l'edifici fou enderrocat el 1968 per a l'ampliació d'El Corte Inglés.

## Descripció
Consta de planta baixa, quatre pisos i terrat. Malgrat que hi ha tres escales de veïns, no es pot parlar de tres edificis separats perquè a la planta baixa el local comercial és únic, amb planta lliure sense cap divisòria, i al primer pis hi ha un habitatge singular que ocupa la meitat i té una escala pròpia d'accés i disposava de capella i dues tribunes.
Les obertures segueixen els mateixos eixos verticals i marquen un ritme regular. A la planta baixa les portes, que poden correspondre a les diferents escales de veïns o a locals comercials, són allindades i estan emmarcades per una motllura i un petit relleu al centre de la llinda. El parament en aquesta planta dibuixa línies horitzontals amb relleu i hi ha pilastres decorades amb cassetons. A partir del primer pis, totes les obertures donen a balcons: els del primer i segon pis són correguts i en el tercer i quart hi ha una combinació de balcons correguts i individuals. Aquests tenen la llosana de pedra motllurada i la barana de ferro forjat; en el cas dels balcons correguts s'intercalen trams on el treball del ferro forjat és major amb motius vegetals i florals. Destaca la cantonada dels carrer del Comerç i de la Ribera on, al primer pis, hi ha una tribuna de ferro forjat molt treballat. Al primer pis de la façana del carrer Antic de Sant Joan també hi ha una petita galeria metàl·lica però no tant ornamentada.

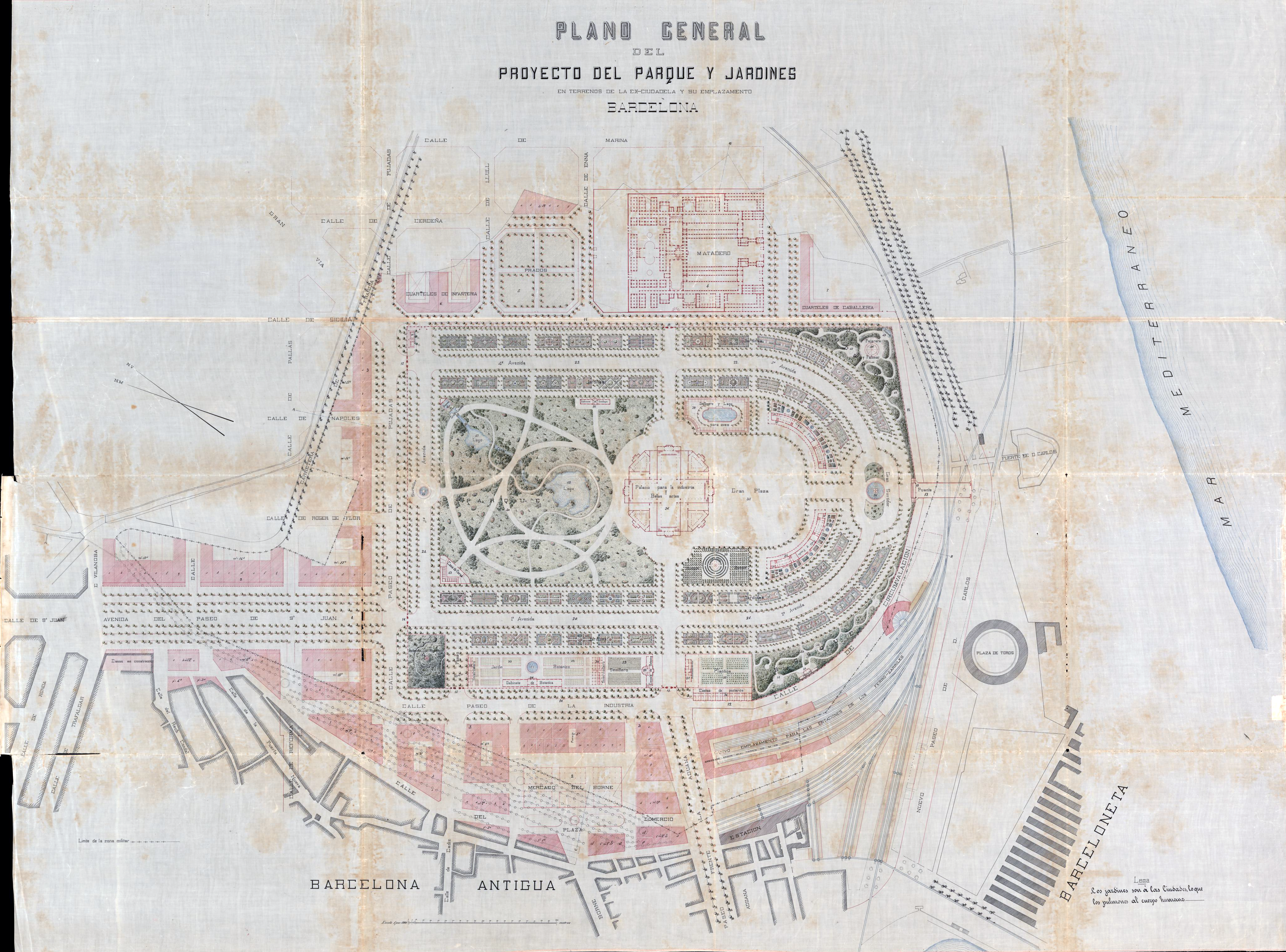
Projecte d'urbanització dels terrenys de l'antiga Ciutadella (1872)

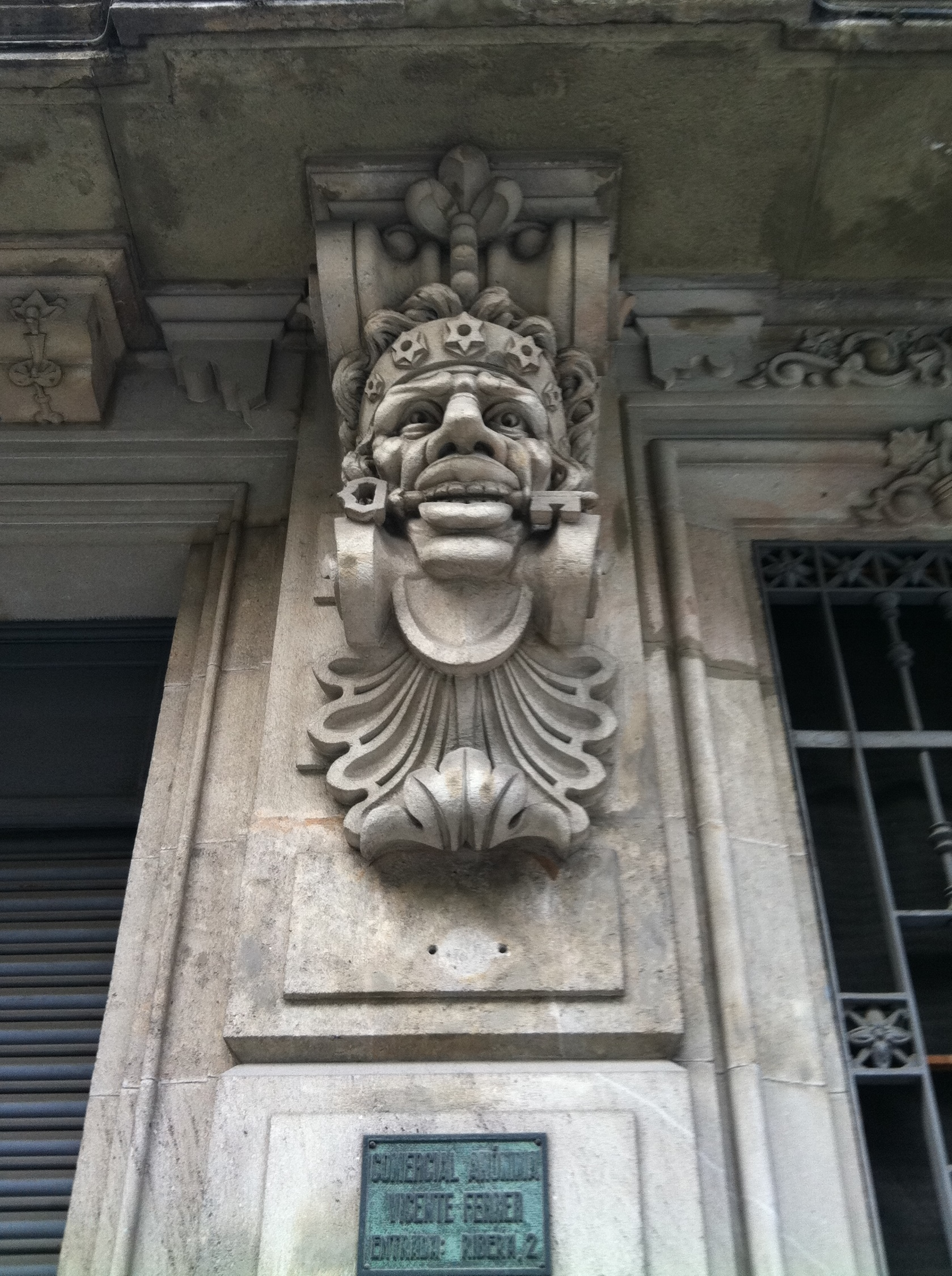
Detall d'un dels cap d'indi

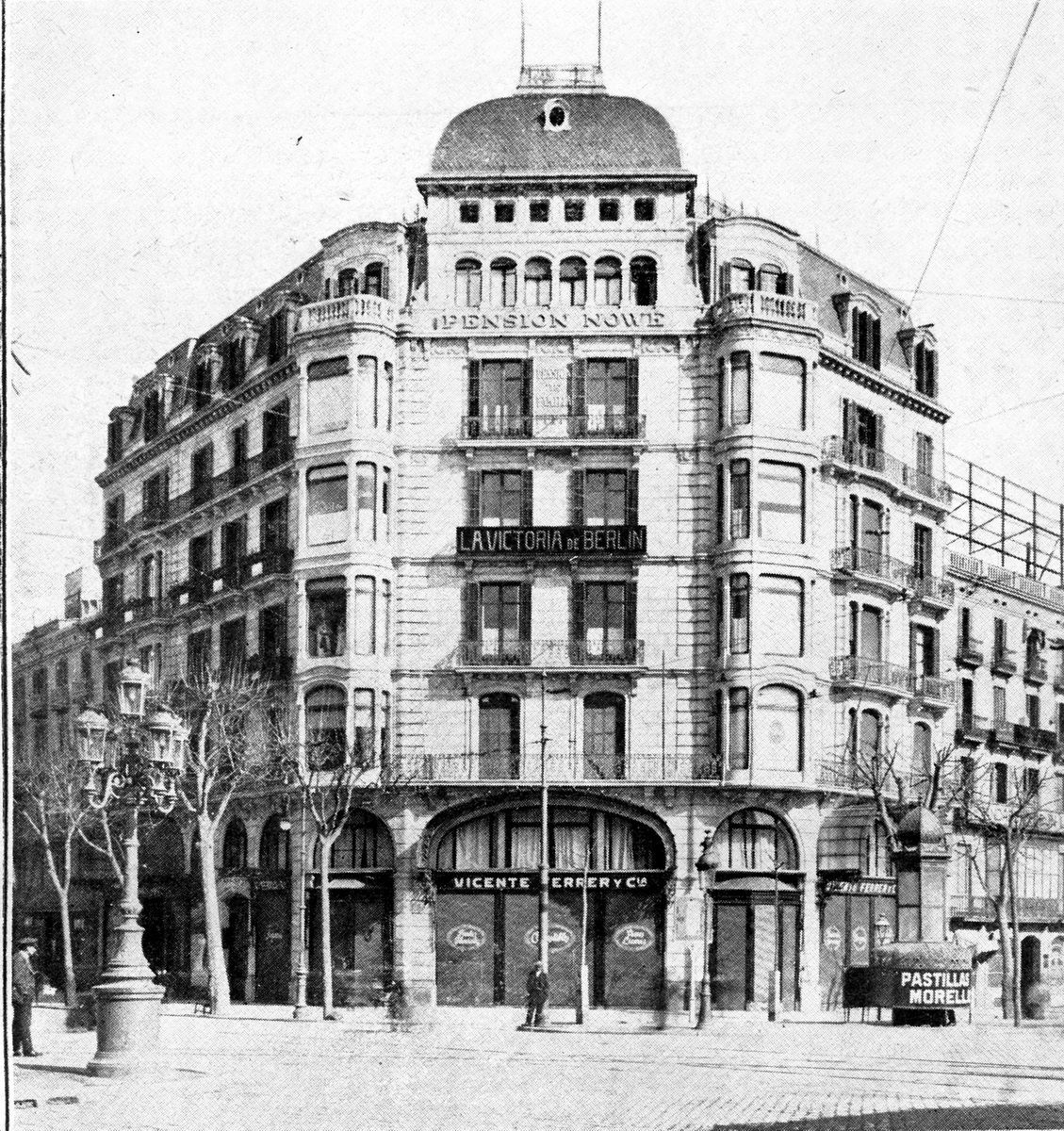
Casa Vicenç Ferrer a la plaça de Catalunya (desapareguda)

Els balcons reposen sobre mènsules, algunes més ornamentades que altres, i on cal destacar les quatre que aguanten la balconada principal al centre de la façana del carrer Comerç que representen caps d'indi que sostenen una clau entre les dents. Les obertures són de llinda emmarcades per una motllura i la llinda decorada amb un relleu que es fan més senzills a mesura que es guanya alçada fins a arribar a l'últim pis que no hi ha cap relleu. Algunes portes estan emmarcades per pilastres amb capitell decorat. Les obertures estan protegides per persianes de llibret de fusta.
Les façanes estan coronades per un fris on s'obren respiralls alternats amb mènsules on es recolza una cornisa de gran voladís. Sobre aquesta cornisa hi ha el mur massís de tancament del terrat que en alguns punts està decorat amb palmetes.
El parament dels murs està dividit en franges verticals on s'alternen dos tipus de decoració:
- Mur llis, arrebossat i pintat, amb l'única decoració d'unes pilastres al quart pis, entre les obertures, que reposen sobre mènsules amb relleus decoratius.[1]
- Mur decorat amb línies horitzontals. Al primer pis l'espai entre obertures està decorat amb pilastres amb cassetons. Al segon i tercer pis hi ha pilastre d'ordre gegant amb capitell corinti i, les del centre del carrer del Comerç, tenen el fus decorat amb relleus. A l'últim pis hi ha pilastres similars a les dels altres trams de mur però sense les mènsules.[1]

A la façana del carrer Antic de Sant Joan, tota aquesta riquesa decorativa està molt simplificada.